# Mauves-sur-Huisne
Mauves-sur-Huisne är en kommun i departementet Orne i regionen Normandie i nordvästra Frankrike. Kommunen ligger i kantonen Mortagne-au-Perche som tillhör arrondissementet Mortagne-au-Perche. År 2022 hade Mauves-sur-Huisne 524 invånare.

## Befolkningsutveckling
Antalet invånare i kommunen Mauves-sur-Huisne
| Referens: INSEE |